# Krüsselwarck
Das Krüsselwarck (auch Krüsselwark, Krüßelwarck, Krüßelwark oder Kreuzelwerk genannt) ist das vordere Quergebäude eines dreiteiligen, spätmittelalterlichen, friesischen Bauernhauses.

## Beschreibung

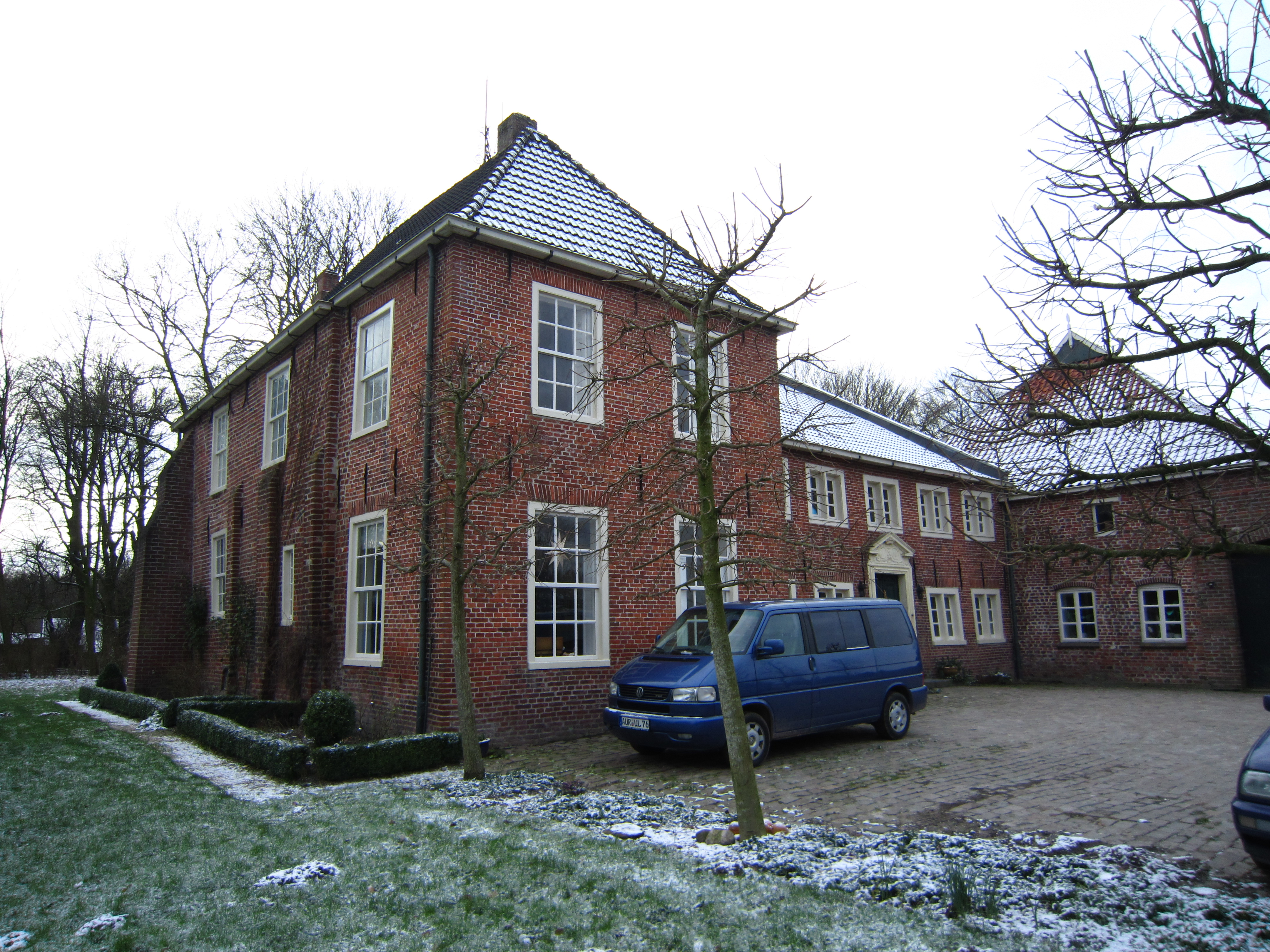
Ulferts Börg entstand im Typus eines dreiteiligen, spätmittelalterlichen, friesischen Bauernhauses. Der vordere, quer stehende Gebäudeteil ist das Krüsselwarck. Es folgen das Middelhus sowie das Veehus.

Das dreiteilige Bauernhaus ist in der Kopf-Hals-Rumpf-Bauweise errichtet, wobei der vordere Teil des Gebäudes quer vor den anschließenden Gebäudeteilen steht, so dass sich ein T-förmiger Gesamtgrundriss ergibt.
Abgeleitet aus der Kreuzform der Baugruppe erhielt das Wohnhaus den Namen „Krüsselwarck“, was so viel wie „Kreuzwerk“ bedeutet. Den Begriff prägte Johannes Cadovius-Müller. Er war von 1675 bis 1725 Pastor in Stedesdorf bei Esens in Ostfriesland und dokumentierte diesen Haustyp in seinen handschriftlichen Aufzeichnungen aus dem Jahre 1691.
Die drei Gebäudeteile des Bauernhauses sind:
- Krüsselwarck – das quer stehende steinerne Wohnhaus, in dem die repräsentativen Wohnräume untergebracht waren
- Middelhus – das Mittelhaus zwischen dem steinernen Wohnhaus und den Wirtschaftsgebäuden; es enthielt den Eingangsbereich und meistens die große Küche.
- Veehus – das anschließende Wirtschaftsgebäude mit Viehstall, Heu- und Kornspeicher

Der Bauernhaustyp entstand ab der Mitte des 17. Jahrhunderts. Aus ihm entwickelte sich in mehreren Stufen das heute bekannte Gulfhaus.